# دولف بوتا
دولف بوتا (بالإنجليزية: Dolph Botha)‏ هو لاعب اتحاد الرغبي جنوب أفريقي، ولد في 15 يناير 1993 في جوهانسبرغ في جنوب أفريقيا.